# اسباب مملک
اسباب مملک (سبب‌های مالک‌ساز)  یعنی چیزهایی که موجب مالک شدن فرد می‌شوند.

## قانون مدنی
مطابق ماده ۱۴۰ قانون مدنی، تملک به وسیله یک مورد از چهار مورد زیر پدید می‌آید:
1. به احیاء اراضی موات (آبادسازی زمین‌های بایر) و حیازت اشیاء مباحه ( دست گذاشتن بر چیزهای بی‌صاحب)
2. به وسیله عقود و تعهدات (پیمان‌ها و بایستگی‌ها)
3. به وسیله اخذ به شفعه (بازخرید شریکانه)
4. به ارث.[۱] (دارایی به‌جامانده)

## ماهیت‌ها

### احیاء اراضی موات
در این نوع سبب ملکیت، شخص با احیاء اراضی موات (آباد کردن زمین‌های بایر) و مباحه (رهاشده) (یعنی زمین‌هایی که مالک ندارد و از آن‌ها انتفاع برده نمی‌شود) مالک آن می‌شود.

### حیازت اشیاء مباحه
در این نوع سبب ملکیت، یعنی حیازت اشیاء مباحه (به‌چنگ‌آوردن چیزهای رهاشده)، شخص مقدمات احیاء اشیاء مباحه را فراهم می‌کند. مثلاً شخص برای دست‌یابی به ماهی که در رودخانه است و جزو اشیای مباحه ( رهاشده) محسوب می‌شود، آن را صید می‌کند و مالک آن می‌شود.

### عفود و تعهدات (پیمان‌ها و بایستگی‌ها)
در این نوع سبب ملکیت که شایع‌ترین روش در بین مردم هست، شخص با انعقاد قرارداد مثل عقد بیع مالک کالایی می‌شود.

### حق شُفعه
حق شفعه یعنی حق شریک برای بازخرید سهم فروخته‌شده.
این نوع سبب ملکیت به این معناست که یکی از دو شریک سهم خود را به ثالثی بفروشد. سپس شریک دیگر به حقش رجوع کند و عقد را فسخ و خودش مبیع (کالای فروخته‌شده) را از فروشنده بخرد.

### ارث
در این نوع سبب ملکیت، شخص به واسطه مرگ شخص دیگری (در صورتی که از او ارث ببرد و برایش سهام وجود داشته باشد) مالک چیزی می‌شود.